# シルビアズ・レストラン

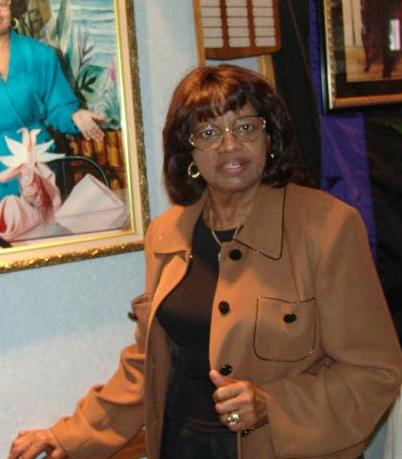
手があけば、店のお客への挨拶もかかさないシルビア・ウッズ

シルビアズ・レストラン (Sylvia's Restaurant of Harlem) は、シルビアズ・ソウルフード (Sylvia's Soul Food) または単にシルビアズ (Sylvia's) とも呼ばれ、ニューヨーク市、ハーレムの328 レノックス街（126丁目と127丁目の間）に位置しているアフリカ系アメリカの伝統的ソウルフードの名店。

## 概要
店は、1962年にシルビア・ウッズによって開店した。このとき以来、現在の場所と隣接する建物へ、より大きなスペースのために拡張している。レストランでは、用意された食事のほか、ビューティ・スキンケア用品、料理本、ウッズによって書かれた児童文学が売られている。ウッズは、母から借りた金で最初の軽食堂を購入し、彼女の農園を抵当に手に入れた。
レストランは、ハーレムから常連客を引きつけ、有名人も訪れている。ビル・クリントン、ネルソン・マンデラ、キャロライン・ケネディ、ジェシー・ジャクソン、アル・シャープトン、マジック・ジョンソンは、ここで食事をした。シルビアズは、2009年の最初に、トラベル。チャンネル、マン・V・フードの、マンハッタンがテーマのエピソードでも登場している。
2007年9月19日、実況中継アナウンサーのビル・オライリーは、ラジオ番組において、彼がアル・シャープトンとシルビアズでとった昼食に関するコメントで、批判を受けた。コメントでは、アフリカ系アメリカ人の固定観念は、彼の記憶に基づいて正しくないと語っていた。